# Tofaş
TOFAŞ (prononcé [tofɑʃ ], acronyme pour Türk Otomobil Fabrikası Anonim Şirketi) est un constructeur automobile turc, dont le siège est situé à Istanbul et le site de production à Bursa. 
Issu d'une coentreprise entre le groupe turc Koç et le groupe italien Fiat Auto S.p.A., il construit depuis janvier 1971 plusieurs modèles de la gamme Fiat sous licence. Tofaş fait partie de l'indice ISE-100 de la bourse d'Istanbul.

## Histoire
Le groupe Koç est fondé par Vehbi Koç en 1968. Son but était de créer, à l'image de Henry Ford et Giovanni Agnelli, un constructeur automobile dans son pays, la Turquie.
Le groupe est fondé le 13 avril 1969 avec l'aide de la famille Agnelli, qui marque la signature de l'accord de coopération avec Fiat S.p.A., pour créer la Turkish Automotive Factory Inc. - TOFAŞ. Vehbi Koç sera le premier président du groupe.
Seulement 20 mois séparent la signature de l'accord de la  fabrication de la première voiture issue de cet accord, le 12 février 1971, une Tofaş Murat 124, l'équivalent de la Fiat 124 italienne. La nouvelle usine, conçue par Fiat Engineering sur le modèle de l'usine Fiat-Mirafiori de Turin, était implantée sur un terrain de 934.830 m2 dont 61.848 m2 couverts dans cette première phase. La surface des ateliers de fabrication s'est rapidement étendue pour atteindre les 352.500 m2 actuels (2017). La capacité de production est passée de 40.000 exemplaires annuels en 1971, à 450.000 en 2017 avec une production à 3 équipes en permanence.
Actuellement, Tofaş est le plus important constructeur automobile turc.[réf. nécessaire]

## Les modèles fabriqués par Tofaş
- Tofaş 124 Murat : premier modèle fabriqué par Tofaş entre 1971 et 1977 puis entre 1983 et 1994 - 134 867 exemplaires produits,

- Tofaş 131 Murat, Şahin, Doğan et Kartal : correspondant aux Fiat 131 de base, luxe et break - fabriqué depuis 1976 et après plusieurs restylages, la production de ce modèle a perduré pendant 32 ans. La 131 a été exportée en CKD vers l'Égypte pour y être assemblée chez El Nasr, et en Éthiopie chez Holland Car  à Addis Abeba, à la cadence de 5 000 exemplaires par an. La fabrication a été arrêtée en mai 2008 après une production de 1 257 651 exemplaires.

La Fiat 131 sera la dernière voiture à être commercialisée en Turquie sous la marque Tofaş, les modèles qui suivront porteront tous le logo Fiat.
- Fiat Tempra (159) : présenté quasiment en même temps que l'original italien dont le modèle turc ne diffère pas, a été fabriqué à 129 590 exemplaires,
- Fiat Tipo (160) : identique à l'original Fiat, a été fabriqué à 49 766 exemplaires,
- Fiat Uno (146) : identique à l'original Fiat 3e série,
- Fiat Palio (178) : identique à l'original brésilien Fiat Automoveïs, dans les versions berline 3 et 5 portes, berline SW et Pick up,
- Fiat Siena, Albea, Petra (178) : berline tri corps du projet Fiat Palio, identique à l'original Fiat Brazil,
- Fiat Marea (185) : identique à l'original Fiat 3e série, fabrication arrêtée fin 2007.
- Fiat Doblò 1re & 2e série (223), version originale européenne Fiat, distribuée dans toute l'Europe, fin de production en 2010,
- Fiat Linea (323) : modèle construit sur la plateforme de la G-Punto avec coffre, début de la production en avril 2007. Modèle 2e série en 2012, remplacé en 2018 par Aegea.
- Fiat Fiorino (225), Peugeot Bipper, Citroën Nemo : petit fourgon né de la coopération entre Fiat, PSA Peugeot Citroën et Tofaş, construit sur la plateforme et avec les mécaniques de la Fiat Grande Punto, début de production octobre 2007.
- Fiat Doblò 2 (série 263), version originale européenne Fiat, distribuée dans toute l'Europe, en fabrication depuis décembre 2009. À partir de novembre 2011, il est également commercialisé sous le nom Opel Combo (2011), et en 2013 il sera vendu aux États-Unis et Canada sous la marque RAM.
- Fiat Tipo (2016) (356), berline traditionnelle 4 portes, issue du projet Fiat Aegea qui est complétée avec les versions 5 portes et SW commercialisées au second semestre 2016.

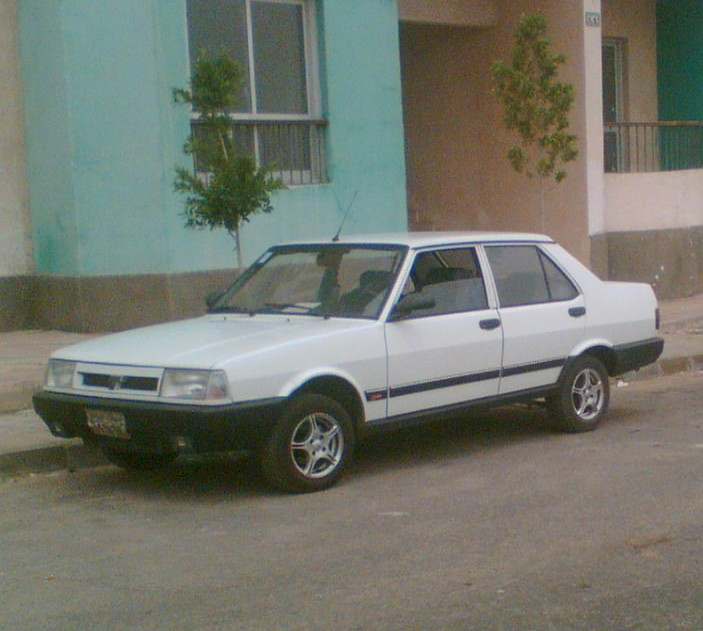
Tofas 131 Şahin (1986)
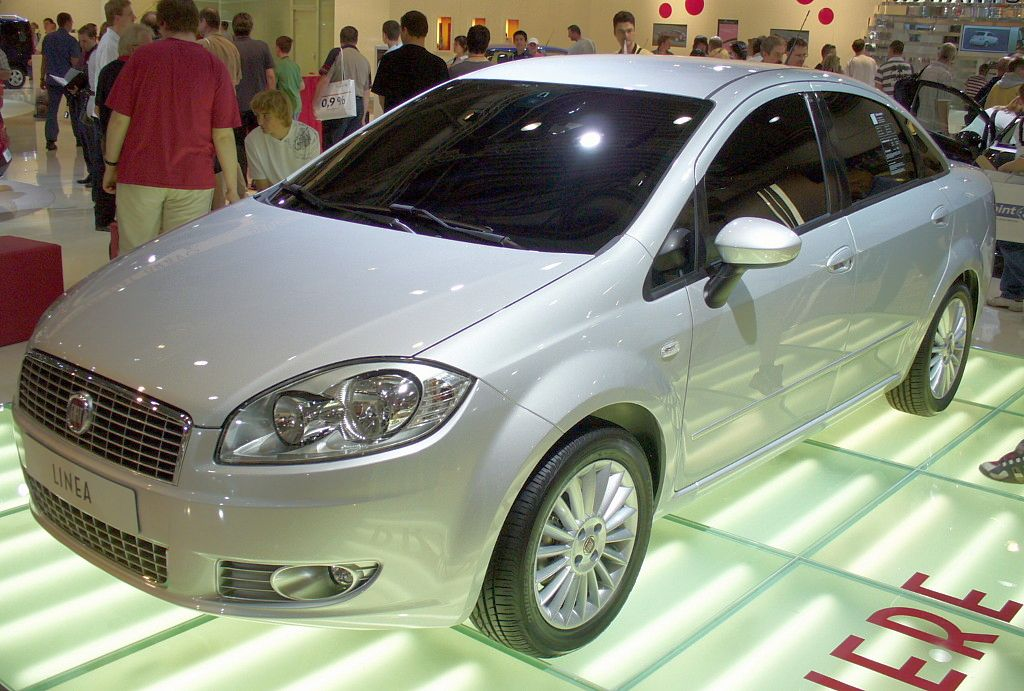
Fiat Linea au Salon Istanbul (2006)
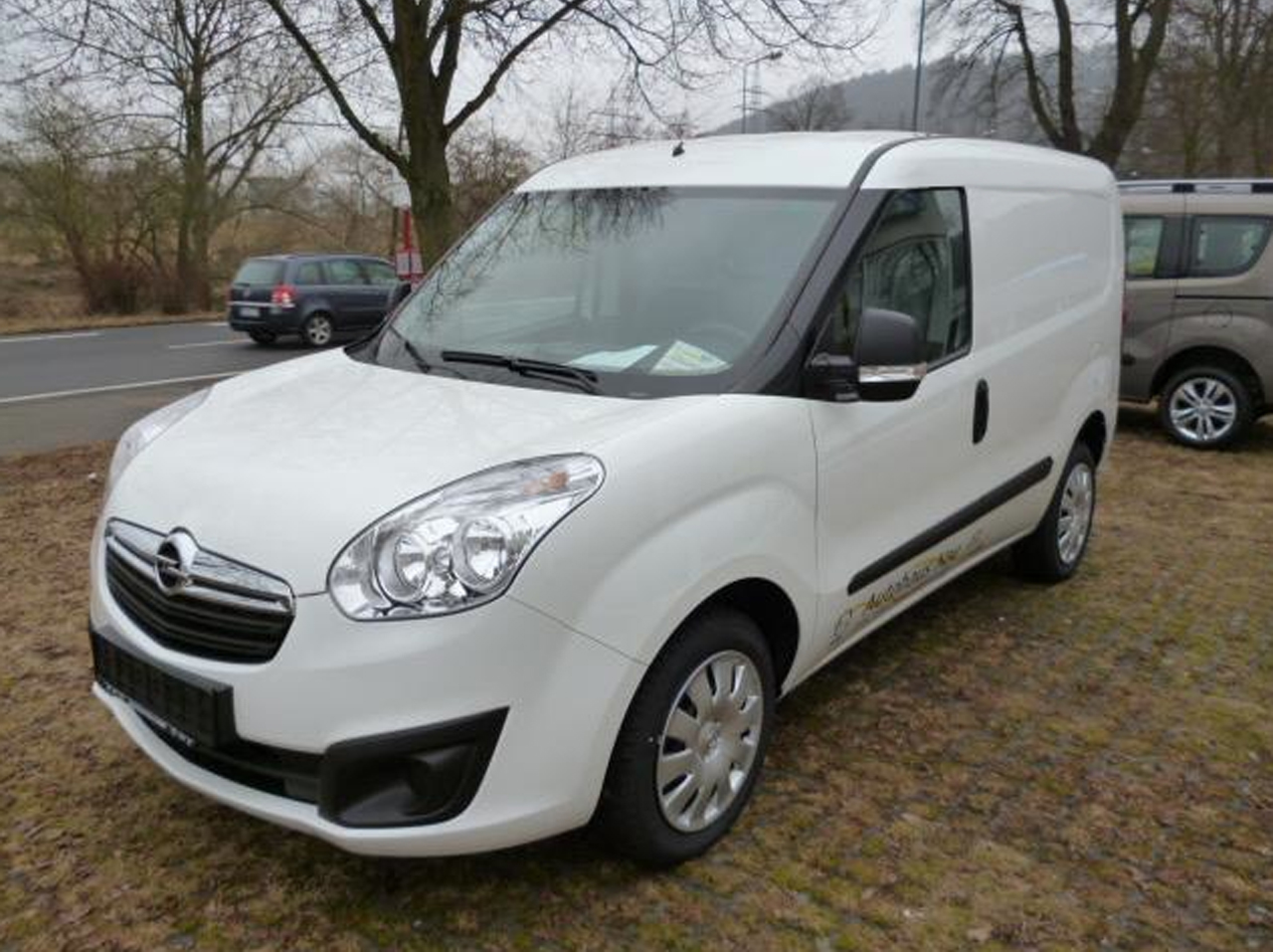
Fiat Doblò 2/Opel Combo (2012)

Tofaş fut le premier[réf. nécessaire] en Turquie à obtenir les certifications ISO 9001 et ISO 14001 en novembre 1998.